# Leyes «no promo homo»

La ley prohíbe la discriminación a estudiantes por orientación sexual e identidad de género.
La ley solo prohíbe la discriminación a estudiantes por orientación sexual.
La ley prohíbe el acoso escolar por orientación sexual e identidad de género.
Norma escolar o código ético para profesores que trata la discriminación y/o el acoso de estudiantes por orientación sexual o identidad de género.
Norma escolar o código ético para profesores que solo trata la discriminación y/o el acoso de estudiantes por orientación sexual.
Ley que prohíbe el acoso escolar, pero que no lista categorías específicas a proteger.
No existe ley estatal que específicamente prohíba el acoso escolar.
Ley que prohíbe a los distritos escolares tener políticas antiacoso que protegen a una categoría determinada de estudiantes.
Ley que prohíbe la información escolar de temas LGBT de forma positiva.

Las leyes «no promo homo» (del inglés «no promocionar la homosexualidad») son una serie de leyes aprobadas por varios estados estadounidenses que prohíben o limitan la mención y la discusión de la homosexualidad y la transexualidad en las escuelas, incluyendo temas como la salud sexual y la prevención del VIH. En teoría, estas leyes se refieren a los temas discutidos dentro de la asignatura de educación sexual, pero a menudo están redactadas de tal forma que pueden ser aplicadas a otras partes del currículo y a programas y eventos escolares o extracurriculares, como por ejemplo las gay-straight alliances.
Estas leyes son muy similares a la «sección 28» introducida por el gobierno de Margaret Thatcher el 24 de mayo de 1988, que prohibía a las autoridades locales «promocionar intencionadamente la homosexualidad o publicar material con la intención de promocionar la homosexualidad» y «promocionar la enseñanza de la aceptabilidad de la homosexualidad como una supuesta relación familiar en cualquier escuela subvencionada». La ley permaneció vigente hasta 2003, pero incluso en 2013 algunos colegios concertados seguían manteniendo políticas similares. También es similar la Ley rusa contra la propaganda homosexual.

## Contexto
Las leyes «no promo homo» son introducidas y defendidas por elementos conservadores de la sociedad que temen que los niños y jóvenes con acceso a información sobre la homosexualidad y la transexualidad sean «indoctrinados» o «reclutados» a lo que ellos llaman el estilo de vida homosexual. Se trata, en definitiva, de ocultar en lo posible la homosexualidad. Las leyes se pueden dividir en dos grupos: las «neutrales», como las de Luisiana y Carolina del Sur, que solo prohíben la discusión del tema; y las que exigen la condena explícita de los colectivos LGBT, como las de Arizona y Texas. En cualquier caso, el mensaje es claro: las identidades LGBTQ son perjudiciales y no deberían ser promocionadas, discutidas o incluso mencionadas.
Los niños y adolescentes LGBT están entre los grupos sociales más vulnerables, con tasas comparativamente altas de suicidio, de personas sin hogar, de problemas mentales y de fracaso escolar, como resultado del rechazo de sus compañeros de clase y de la familia, precisamente de aquellos grupos que deberían apoyarlos. De hecho, algunos de los que se atreven a quejarse ante sus tutores y padres son culpabilizados a pesar de ser las víctimas. La violencia y el acoso son hechos habituales, acentuados por el hecho de que los homosexuales salen del armario cada vez más jóvenes. Las leyes «no promo homo» reafirman ese mensaje de inferioridad y desaprobación.
Un estudio National School Climate Survey del Gay Lesbian & Sraight Education Network del 2009, muestra que en los estados que tienen estas leyes los niños y jóvenes LGBT «tienen mayor probabilidad de oír comentarios homófobos de los profesores y administradores escolares, tienen una menor probabilidad de informar sobre incidentes de acoso o agresión a los profesores y tienen una menor probabilidad de recibir apoyo de sus educadores. Además, cuando ocurren estos incidentes y los educadores intervienen, lo hacen de forma menos efectiva en esos estados.»

## Leyes estatales

### Alabama
Según las leyes de Alabama:

(c) Course materials and instruction that relate to sexual education or sexually transmitted diseases should include all of the following elements: [...]
(8) An emphasis, in a factual manner and from a public health perspective, that homosexuality is not a lifestyle acceptable to the general public and that homosexual conduct is a criminal offense under the laws of the state.
(c) Materiales escolares y educativos que tienen relación con la educación sexual o con enfermedades de transmisión sexual deberán incluir todos los siguientes elementos: [...]
(8) Un énfasis, de forma fáctica y desde el punto de vista de la salud pública, en que la homosexualidad no es un estilo de vida aceptable al público en general y que la conducta homosexual es una ofensa criminal bajo las leyes del estado.

El texto «es una ofensa criminal bajo las leyes del estado» es una referencia a la ley de sodomía de Alabama, que condena los actos sexuales entre hombres o entre mujeres con una condena de cárcel de menos de un año o trabajos pesados para el condado y una multa de no más de 2000$. Esta ley, a pesar de no ser aplicable tras la resolución del Tribunal Supremo del Caso Lawrence contra Texas, permanece en el código penal y no ha sido derogada.

### Arizona
Según las leyes de Arizona,

C. No district shall include in its course of study instruction which:

1. Promotes a homosexual life-style.

2. Portrays homosexuality as a positive alternative life-style.

3. Suggests that some methods of sex are safe methods of homosexual sex.
C. Ningún distrito [escolar] incluirá en sus cursos de estudio materiales en los que:

1. Se promocione el estilo de vida homosexual.

2. Se retrate la homosexualidad como un estilo de vida alternativo positivo.

3. Se sugiera que algunos métodos de sexo son métodos seguros de sexo homosexual.

En Arizona, la ley obliga a las escuelas a favorecer la abstinencia sexual como método anticonceptivo preferido, por encima del preservativo. En general, el uso del preservativo para evitar enfermedades de transmisión sexual entre homosexuales, incluido el VIH, es información que no puede ser dada en las escuelas.

### Luisiana
La ley de Luisiana solo prohíbe el uso de «cualquier material sexualmente explícito que muestran actividad homosexual masculina o femenina explícita» en las clases de educación sexual. En 1994 un tribunal estatal decidió que «aconsejar» a estudiantes para que «realicen la elección que mejor sirva al individuo y a la comunidad» y «objetivamente discutía la conveniencia de determinadas elecciones», tal como pide la ley, no era un ataque específico a la homosexualidad.
El estado de Luisiana insiste en su sistema educativo en la abstinencia sexual fuera del matrimonio, mientras que el matrimonio homosexual está prohibido por la constitución del estado.

### Misisipi
Las leyes de Misisipi dicen lo siguiente:

(1) Abstinence education shall be the state standard for any sex-related education taught in the public schools. For purposes of this section, abstinence education includes any type of instruction or program which, at an appropriate age: [...]

(e) Teaches the current state law related to sexual conduct, including forcible rape, statutory rape, paternity establishment, child support and homosexual activity; and

(f) Teaches that a mutually faithful, monogamous relationship in the context of marriage is the only appropriate setting for sexual intercourse.
(1) La educación de la abstinencia [sexual] deberá ser el estándar estatal para cualquier tipo de educación sexual enseñada en escuelas públicas. Para el propósito de esta sección, la educación de la abstinencia incluye cualquier tipo de instrucción o programa que, a una edad adecuada: [...]

(e) Enseña la actual ley estatal sobre la conducta sexual, incluyendo la violación forzada, el estupro, la paternidad legal, la pensión alimenticia y las actividades homosexuales; y

(f) Enseña que las relaciones monógamas, mutuamente fieles, en el contexto del matrimonio, es el único marco adecuado para las relaciones sexuales.

De nuevo, el texto se refiere en su primera frase a la ley de sodomía de Misisipi, que condena los crímenes contra natura a un máximo de 10 años de prisión. La ley de sodomía de Misisipi tampoco es aplicable, por las mismas razones que la de Alabama. La constitución de Misisipi también prohíbe el matrimonio homosexual, por lo que según el sistema educativo, no existe marco adecuado y seguro para las relaciones homosexuales.

### Oklahoma
Según las leyes de Oklahoma:

D. AIDS prevention education shall specifically teach students that:

1. engaging in homosexual activity, promiscuous sexual activity, intravenous drug use or contact with contaminated blood products is now known to be primarily responsible for contact with the AIDS virus;

2. avoiding the activities specified in paragraph 1 of this subsection is the only method of preventing the spread of the virus;

D. La educación de la prevención del sida deberá enseñar explícitamente a los estudiantes que:

1. se sabe que realizar actividades homosexuales, actividades sexuales promiscuas, el uso de drogas intravenosas o el contacto con productos de sangre contaminada son las principales responsables del contacto con el virus del sida.

2. evitar tales actividades especificadas en el párrafo 1 de esta subsección es el único método de prevención de la extensión del virus;

Así, la ley afirma explícitamente que los profesores deben enseñar que el sexo homosexual produce sida. Además, se les obliga a no mencionar el preservativo como método para evitar el contagio. Por otra parte, la mención separada de «actividades homosexuales» y «actividades sexuales promiscuas» implica que no hay actividad sexual homosexual que no sea promiscua.

### Carolina del Norte
La ley de Carolina del Norte no prohíbe la discusión de la homosexualidad en sus clases de educación sexual, por lo que no puede considerarse una de las leyes «no promo homo», pero insinúa que el sexo homosexual es intrínsecamente poco saludable.

e. Teaches that a mutually faithful monogamous heterosexual relationship in the context of marriage is the best lifelong means of avoiding sexually transmitted diseases, including HIV/AIDS.
e. Enseña que una relación heterosexual monógama mutuamente fiel en el contexto del matrimonio es la mejor manera de evitar enfermedades de transmisión sexual a largo plazo, incluyendo el VIH/sida.

La constitución de Carolina del Norte también prohíbe el matrimonio homosexual.

### Carolina del Sur
La ley de Carolina del Sur prohíbe completamente la mención de la homosexualidad en las aulas, con la excepción de para discutir enfermedades de transmisión sexual.

(5) The program of instruction provided for in this section may not include a discussion of alternate sexual lifestyles from heterosexual relationships including, but not limited to, homosexual relationships except in the context of instruction concerning sexually transmitted diseases.
(5) El programa de instrucción definido en esta sección no incluirá la discusión de estilos de vida alternativos distintos de las relaciones heterosexuales, incluyendo, pero no limitado a las relaciones homosexuales, excepto en el contexto de la instrucción sobre las enfermedades de transmisión sexual.

La ley especifica que cualquier profesor que no se ciña a la ley, será despedido.

### Texas
La ley de Texas afirma que:

(b) The materials in the education programs intended for persons younger than 18 years of age must:

(1) emphasize sexual abstinence before marriage and fidelity in marriage as the expected standard in terms of public health and the most effective ways to prevent HIV infection, sexually transmitted diseases, and unwanted pregnancies; and

(2) state that homosexual conduct is not an acceptable lifestyle and is a criminal offense under Section 21.06, Penal Code.
(b) Los materiales en los programas educativos previstos para personas de menos de 18 años tienen que:

(1) enfatizar la abstinencia sexual antes del matrimonio y la fidelidad en el matrimonio como el estándar esperado en términos de salud pública y la forma más efectiva de prevenir la infección del VIH, las enfermedades de transmisión sexual y los embarazos indeseados; y

(2) afirmar que la conducta homosexual no es un estilo de vida aceptable y es una ofensa criminal según la sección 21.06 del código penal.

La sección 21.06 del código penal de Texas mencionada aquí fue precisamente la que provocó el Caso Lawrence contra Texas, en cuya resolución en 2003, el Tribunal Constitucional de los Estados Unidos anuló la ley, invalidando por extensión todas las leyes contra la sodomía en Estados Unidos. Sin embargo, la ley no ha sido anulada y continúa estando en el código penal. El estado de Texas también prohíbe el matrimonio homosexual en su constitución, además de mencionar en la ley que «la actividad sexual antes del matrimonio probablemente tenga consecuencias físicas y psicológicas negativas», por lo que implícitamente se afirma que el sexo homosexual es perjudicial.

### Utah
La ley de Utah prohíbe directamente la «promoción de la homosexualidad». En 2012 hubo un intento, vetado por el gobernador, de introducir una nueva ley que proscribiría la «enseñanza de o la defensa de la homosexualidad».
En octubre de 2016, por primera vez en los Estados Unidos, se llevó una de estas leyes a los tribunales. La organización de defensa de los derechos LGBT Equality Utah, en nombre de tres estudiantes menores y sus padres, denunció esta ley ante un juez federal de Salt Lake City por violar sus derechos constitucionales, específicamente la Primera y la Decimocuarta enmienda.

### Leyes «no digas gay»
Los estados de Misuri y Tennesee rechazaron leyes llamadas «no digas gay» («Don’t Say Gay») que prohibían absolutamente la mención de la homosexualidad en las escuelas.

## Otras regulaciones
Existen diversas localidades, distritos escolares e instituciones oficiales que han introducido sus propias regulaciones «no promo homo» o «no digas gay».
Un ejemplo muy conocido es el del distrito escolar de Anoka-Hennepin en Minnesota, que en 1994, bajo presión de grupos religiosos conservadores, introdujo una regulación que afirmaba que la «homosexualidad no será enseñada/tratada como un estilo de vida normal y válido». La nueva regla no fue anunciada ni antes, ni después de su introducción y no fue publicada en los manuales para profesores, que tuvieron que enterarse por sus respectivos directores. El hecho produjo una gran inseguridad en los profesores, que no podían hablar sobre la homosexualidad o defender a sus alumnos LGBT, enviando un mensaje negativo sobre el tema, lo que empeoró el acoso de los estudiantes afectados. La cosa comenzó a cambiar en 2009, cuando un alumno denunció a dos profesores por acoso homófobo; la nueva regla se modificó de nuevo sin aviso ni explicación, tratando de contentar a todos:

Anoka-Hennepin staff, in the course of their professional duties, shall remain neutral on matters regarding sexual orientation including but not limited to student-led discussions.
El personal de Anoka-Hennepin, en el curso de sus obligaciones profesionales, deberán permanecer neutrales en el tema de la orientación sexual, incluyendo, pero no limitado, a las discusiones realizadas por los estudiantes.

La organización Parents Action League comenzó su actividad en 2010 como protesta a los cambios; ha sido declarada Grupo de odio antigay por el Southern Poverty Law Center en marzo de 2012, debido a la difusión de propaganda dañina sobre las personas LGBT. Los profesores, con miedo a ser despedidos por una regulación tan poco clara, se desentendieron del tema. La situación degeneró de tal forma, que el número de suicidios que se produjeron en el distrito escolar, 9 estudiantes en menos de dos años, llegó a ser noticia nacional. En el año escolar 2010-2011, 700 estudiantes fueron evaluados por problemas mentales serios, incluyendo hospitalizaciones por depresión y por intentos de suicidio. La inacción del distrito frente a la guerra cultural entre grupos cristianos conservadores, que defendían la regla, acusando al «estilo de vida gay» de los suicidios, y los padres y alumnos afectados, no llegó a un final hasta que el Southern Poverty Law Center y el National Center for Lesbian Rights presentaron una denuncia al distrito escolar en nombre de cinco niños acosados por violar su derecho constitucional al acceso igualitario a la educación. La regla fue derogada el 13 de febrero de 2012 y sustituida por otra más adecuada.